# Mario Soldati
Mario Soldati (ur. 17 listopada 1906 w Turynie, zm. 19 czerwca 1999 w Lerici) – włoski reżyser i scenarzysta filmowy, pisarz i dziennikarz.

## Życie i twórczość literacka
Po szkole jezuickiej studiował nauki humanistyczne w rodzinnym Turynie, gdzie zawiązał liczne przyjaźnie z liberalnymi intelektualistami, m.in. z Carlo Levim. Następnie przeniósł się do Rzymu, gdzie studiował historię sztuki. 
Swoją pierwszą sztukę Pilatus napisał w wieku 18 lat. Pierwszy zbiór opowiadań pt. Salmace opublikował w 1929 r. W latach 1929–31 przebywał jako gościnny wykładowca na Columbia University. Swój pobyt w USA opisał w książce America primo amore, opublikowanej w 1935 r. Przyniosła mu ona duży rozgłos.
Był autorem powieści psychologicznych, takich jak Listy z Capri (1954) i Aktor (1970). Pisał także nowele i opowiadania (m.in. zbiór Opowiadania wachmistrza z 1967). Za Listy z Capri otrzymał w 1954 r. Nagrodę Stregi, najbardziej prestiżowe włoskie wyróżnienie literackie. 
Regularnie pisywał też artykuły do popularnych włoskich dzienników (m.in. "Corriere della Sera", "La Stampa", "L'Unita").

## Twórczość filmowa
Swoje życie zawodowe dzielił między literaturę i film. Filmy reżyserował od 1938 r. Większość z nich stanowiły adaptacje dzieł literackich.
W pierwszym okresie twórczości największym uznaniem cieszyły się obrazy z aktorką Isą Mirandą: Piccolo mondo antico (1941) i Malombra (1942). Obydwa powstały na podstawie powieści Antonio Fogazzaro.
W okresie powojennym Soldati tworzył kino popularne, do którego angażował najbardziej znane ówcześnie gwiazdy włoskiego kina (m.in. Alidę Valli, Sophię Loren, Ginę Lollobrigidę).
Zasiadał w jury konkursu głównego na 15. MFF w Cannes (1962).

## Wybrana filmografia

### Reżyser
- La principessa Tarakanova (1938)
- La signora di Montecarlo (1938)
- Due milioni per un sorriso (1939)
- Tutto per la donna (1939)
- Dora Nelson (1939)
- Piccolo mondo antico (1941)
- Tragica notte (1942)
- Malombra (1942)
- Chi è Dio (1945)
- Quartieri alti (1945)
- Le miserie del signor Travet (1946)
- Eugenia Grandet (1947)
- Daniele Cortis (1947)
- Fuga in Francia (1948)
- Quel bandito sono io (1950)
- Botta e risposta (1950)
- Donne e briganti (1950)
- È l'amor che mi rovina (1951)
- O.K. Nerone (1951)
- Il sogno di Zorro (1952)
- Le avventure di Mandrin (1952)
- I tre corsari (1952)
- Jolanda, la figlia del Corsaro Nero (1952)
- La provinciale (1953)
- Il ventaglino (1954)
- La mano dello straniero (1954)
- La donna del fiume (1955)
- Wojna i pokój (1956) - reżyser II
- Era di venerdì 17 (1957)
- Italia piccola (1957)
- Policarpo, ufficiale di scrittura (1959)
- Ben Hur (1959) - reżyser II